# نيفين يانيت
نيفين يانيت (مواليد 16 فبراير 1986) هي عداءة تركية سابقة متخصصة في سباقات الحواجز، شاركت في أولمبياد 2012 وحلت في المركز الخامس. 